# NHL 2K8
NHL 2K8 är ett ishockeyspel utvecklat av Kush Games och Visual Concepts, samt utgivet av 2K Sports till Playstation 3, Playstation 2 och Xbox 360 2007. Spelomslaget pryds av Jason Spezza, som då spelade för Ottawa Senators.  Kommentatorer är Bob Cole och Harry Neale.

## Musik
| Artist            | Musik                             |
| ----------------- | --------------------------------- |
| 3IOB              | "A Goatriders Horde"              |
| Cities In Dust    | "TV"                              |
| Comeback Kid      | "Broadcasting"                    |
| Early Man         | "Evil Is"                         |
| From Fiction      | "Terry"                           |
| Kane Hodder       | "Aboard the Leper Colony"         |
| Les Savy Fav      | "The Equestrian"                  |
| Only Crime        | "Take Me"                         |
| Priestess         | "I Am The Night, Colour me Black" |
| Quiet Riot        | "Cum on Feel the Noize"           |
| Smoke or Fire     | "The Sinking Ship"                |
| Stellastarr       | "Homeland"                        |
| The Apostates     | "Same Old Sound"                  |
| The Jonbenét      | "Devils"                          |
| Tokyo Police Club | "Cheer It On"                     |

### Fotnoter
1. ↑  Brianek (10 september 2007). ”NHL 2K8: Jason Spezza Interview” (på engelska). Gamesport. http://www.gamespot.com/articles/nhl-2k8-jason-spezza-interview/1100-6178457/. Läst 21 maj 2014.